# Jamník (district de Spišská Nová Ves)
Pour les articles homonymes, voir Jamník.
Jamník (allemand : Jemmnik) est un village de Slovaquie situé dans la région de Košice.

## Histoire
Première mention écrite du village en 1277.

## Démographie

### Évolution de la population
| Année:               | 1994. | 2004.   | 2014.    | 2024.   |
| -------------------- | ----- | ------- | -------- | ------- |
| Nombre de personnes: | 1049  | 1061    | 1171     | 1202    |
| Différence:          |       | +1,14 % | +10,36 % | +2,64 % |

| Année:               | 2023. | 2024.   |
| -------------------- | ----- | ------- |
| Nombre de personnes: | 1192  | 1202    |
| Différence:          |       | +0,83 % |